# 蔀

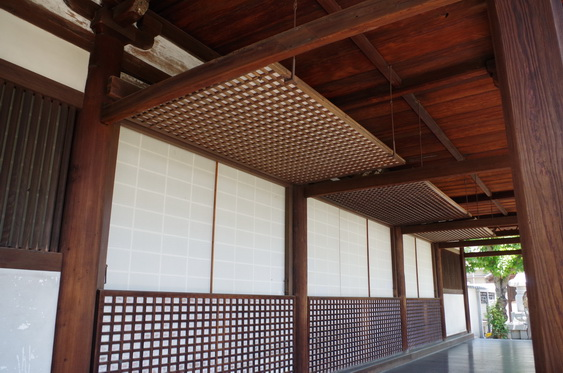
353：十輪院の明障子

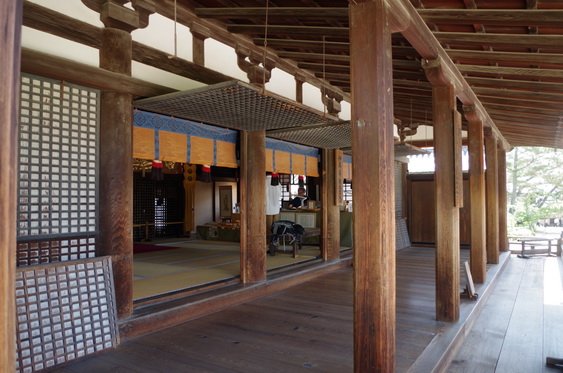
321：法隆寺聖霊院の蔀(格子)

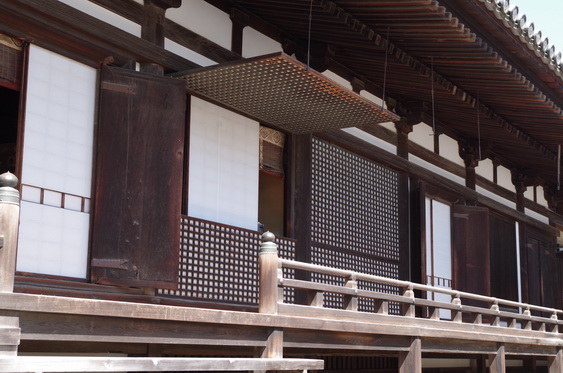
322：法隆寺聖霊院の蔀と明障子

蔀（しとみ）は、寝殿造などに用いられた建具のひとつ。古くは「篰」（竹冠に部）と書いた(諸説あり)絵巻が描かれ出す12世紀以降では、寝殿造の外周には格子状の蔀が描かれる。寝殿造などの上級建築では通常は蔀と格子は同じものである。ただし、蔀は格子よりも意味の幅が広い。

## 概要
日本で最も古い百科辞書『和名類聚抄』（承平年間、931-938）には「蔀」の項があり、読みは「しとみ」とし「覆暖障光者也」つまり日光をさえぎり寒さや風雨を防ぐものとある。古代において天皇即位の儀式は大嘗宮正般で行われるがそれは古来の伝統に則って臨時に建てられる建物であり、その様式が記された時代よりも相当昔の様式と理解されている。その大嘗宮正殿の壁にも同じ「席障子(むしろしとみ)」や、葦や草を用いた蔀が使われている。蔀は手近な材料で作られた覆いであった。
やや上等の蔀になると、布や板を張って用いるようになる。『貞観儀式』（推定：873-877年）には「元正朝賀儀」条に「前一日装飾於太極殿、敷高御座以錦、次装飾小安殿、以布蔀十一枚為南栄屏」とあって、目隠しのために布蔀が用いられたことが知られる。その蔀が建物の外周などに用いられ、唐風建築とは異なる開放的な室内を実現した最初の記録は仁寿2年（852年）の「尼証摂施入状」である。尼証摂が宇治花厳院に奉納した五間檜皮葺板敷東屋は、南・東・北の三方に庇を付加していたが、それらの庇の柱聞にはすべて「板蔀」が「懸」けられていた(画像830)。この「尼証摂施入状」が、柱間装置あるいは建具としての「板蔀」ないし「蔀」についての最古の史料である。
その「板蔀」が格子状だったかどうかは解らないが、延喜5年（905年）から編纂され始めた『延喜式』木工寮式には幅八尺・高九尺の板蔀、方一丈の板蔀など巨大な板蔀についての記載がある。
平安時代でも『源氏物語』以前に成立していた『宇津保物語』には、質素というより異常な倹約家である左大臣の粗末な寝殿を「寝殿は端クずれたる小さき萱屋(かやや)、編垂蔀(あみたれしとみ)一間あげて、葦簾(あしすだれ)かけたり。御座(おまし)所、九のなる蓆(むしろ)敷きたり。」と表す。編垂蔀(あみだれしとみ)とは竹や板を編んだものを垂らしたもので、席障子(むしろしとみ)と同類である。それを非常に粗末な蔀、粗末な寝殿の表現に用いている。
以上のように蔀は格子状とは限らないが、平安時代後期からの絵巻には上層住宅にはほとんどは格子状の蔀が描かれ、格子状でない板蔀は『粉河寺縁起』の田舎の猟師の家とか、『年中行事絵巻』の京の町屋など、格の下がる住居に描かれる。
なお『年中行事絵巻』の町屋では内法長押までの高さ全てではなく、窓のような部分に短いものを付けている。

## 格子状の蔀

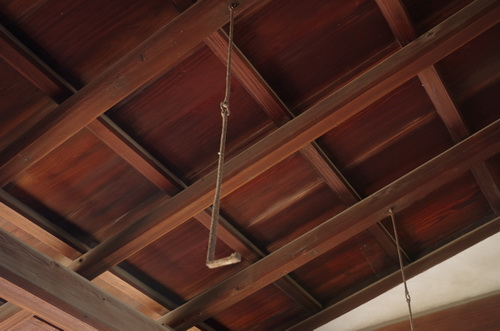
323：法隆寺聖霊院の吊金物

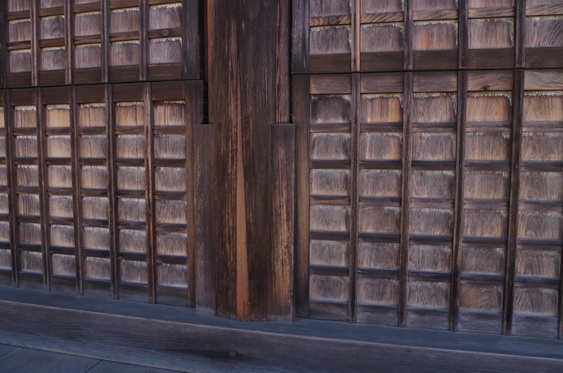
324：法隆寺東院伽藍・礼堂の蔀

通常、寝殿造で蔀というと画像322のように桟を格子状に組み、板を張ったものである。内裏では伝統的にそれを「格子」または「隔子」と呼んでいる。承和10年（843年）に建てられた東寺の灌頂院・礼堂の図にも正面七間に内側に跳ね上げる「格子」が描かれ、書き込みにも「格子」とある。
「蔀」は機能、「格子」は形状からの呼び名であるが、「蔀」の最初は格子状ではなく、加工に手間のかかる格子状の蔀、さらに漆を塗った最高級品が内裏周辺からはじまったことから、内裏では当時の「蔀」一般と区別して「格子」と呼び、そのまま定着したのかもしれない。
平安内裏の紫宸殿に最初から格子が使われていたのかどうかは史料が無いが、『西宮記』所引の「蔵人式」によると、仁和年間（885-889）にはすでに使用されていたことが判る。
以下格子状のものも含めて「蔀」と呼ぶ。『日本建築史図集』に西明寺の蔀の図面がある。柱間は芯々で9.4尺(2.84メートル)である。そして内法長押と下長押の間は8.1尺(2.4メートル)。その高さを上下二枚の蔀で覆う。この寸法は建物によって若干変わりはするが寝殿造でも平均的なサイズである。法隆寺聖霊院(画像321・画像322)、西明寺(画像331)の実例でも判るとおり、上下二枚の蔀は上の方が大きい。
その上下の蔀の上は内法長押に打ち込まれた蝶番でぶらさげる。柱の室内側に方立が打たれて室内側には開かないようになっている(画像321)。日中はそれを外側に開いて、軒先の化粧屋根裏からぶら下げた吊金物(画像323)に引っかける。
法隆寺東伽藍・礼堂(鎌倉時代)の例では、柱に方立と同じような縦木が打たれ、それと方立との間の溝に上から落とし込んでいる(画像324)。全面を開放するときにはこれを上に引き上げて外し、他の場所へ運ぶ。室生寺の本堂(灌頂堂)では掛け金で止めている。蔀はかなり重いので女官一人では満足に開けられなかったことが清少納言の『枕草子』にあり、『吾妻鏡』には朝晩にその開閉を担当する将軍御所の格子番の任命が出てくる。

## 注記
1. ↑  
9世紀中頃の『貞観様式』や10世紀の『延喜式』にその記録がある(小泉和子2015、p.24)。
2. ↑  
「席障子」を(むしろしょうじ)でなく(むしろしとみ)と読むのは高橋康夫1985、p.19による。